# Johnny
Johnny ist ein männlicher Vorname.

## Herkunft und Bedeutung
Der Name leitet sich vom englischen John (Johannes) ab.
Andere Schreibweises sind Jonny und Johnnie.

## Namensträger

### Vorname
- Johnny Ace (1929–1954), US-amerikanischer Musiker
- Johnny Adams (1932–1998), US-amerikanischer Blues-Sänger
- Johnny Alf (1929–2010), brasilianischer Musiker und Komponist
- Johnny Allen (Baseballspieler) (1904 oder 1905–1959), US-amerikanischer Baseballspieler
- Johnny Appleseed (1774–1847), US-amerikanischer Ökologie-Pionier
- Johnny Armstrong (* 1977), britisch-deutscher Stand-up-Comedian
- Johnny Barfield (1909–1974), US-amerikanischer Old-Time- und Country-Musiker
- Johnny Bond (1915–1978), US-amerikanischer Musiker
- Johnny Bower (1924–2017), kanadischer Eishockeyspieler
- Johnny Bristol (1939–2004), US-amerikanischer Sänger, Produzent und Songschreiber
- Johnny Brouwers (* 1930), belgischer Jazzpianist
- Johnny Burnette (1934–1964), US-amerikanischer Rockabilly-Musiker
- Johnny Carson (1925–2005), US-amerikanischer Showmaster und Unterhaltungskünstler
- Johnny Cash (1932–2003), US-amerikanischer Country-Sänger
- Johnny Chan (* 1957), US-amerikanischer Pokerspieler
- Johnny Corm (* 1966), libanesischer Geschäftsmann und Politiker
- Johnny Depp (* 1963), US-amerikanischer Schauspieler
- Johnny Gill (* 1966), US-amerikanischer R&B-Sänger
- Johnny Haeusler (* 1964), deutscher Blogger, Mediendesigner und Rundfunkmoderator
- Johnny Hallyday (1943–2017), französischer Sänger, Songwriter und Schauspieler
- Johnny Hansen (* 1964), dänischer Fußballspieler
- Johnny Knoxville (* 1971), US-amerikanischer Schauspieler
- Johnny Leach (1912–1978), englischer Tischtennisspieler
- Johnny Lodden (* 1985), norwegischer Pokerspieler
- Johnny Logan (* 1954), irischer Sänger und Komponist
- Johnny Mathis (Countrysänger) (1933–2011), US-amerikanischer Countrysänger
- Johnny Mathis (Popsänger) (* 1935), US-amerikanischer Popsänger
- Johnny Moss (1907–1995), US-amerikanischer Pokerspieler
- Johnny O’Keefe (1935–1978), australischer Rock’n’Roll-Sänger
- Johnny O, US-amerikanischer Sänger
- Johnny Rivers (* 1942), US-amerikanischer Rock-’n’-Roll-Musiker
- Johnny Sequoyah (* 2002), US-amerikanische Schauspielerin und Model
- Johnny Sheffield (1931–2010), US-amerikanischer Filmschauspieler
- Johnny Sins (* 1978), US-amerikanischer Pornodarsteller und YouTuber
- Johnny T. Talley (* 1924), US-amerikanischer Country- und Rockabilly-Musiker
- Johnny Wactor (1986–2024), US-amerikanischer Schauspieler
- Johnny Wakelin (* 1939), britischer Musiker
- Johnny Weir (* 1984), US-amerikanischer Eiskunstläufer
- Johnny Weissmüller (1904–1984), US-amerikanischer Schwimmer und Filmschauspieler

### Familienname
- Kishawn Johnny (* 1996), vincentischer Fußballspieler
- Nicole Johnny, US-amerikanische Finanzexpertin und Investmentmanagerin

### Sonstiges
- Johnny B. Goode, Rock’n’Roll-Song
- Johnny Blue, Schlager
- Johnny Bravo, US-amerikanische Cartoonserie